# Felipe Ángeles
Felipe de Jesús Ángeles Ramirez (1868–1919) foi um oficial militar do México, conhecido sobretudo pela sua participação na Revolução Mexicana entre 1910 e 1920.
Felipe Ángeles nasceu em 13 de junho de 1868 em Zacualtipán, Hidalgo, filho de Felipe Ángeles e Juana Ramírez. O Felipe Ángeles mais velho era um pequeno agricultor e participara na guerra com os Estados Unidos em 1847 e na guerra para derrubar o Imperador Maximiliano I em 1862.

## Educação e início da carreira militar
Frequentou a escolar primária em Molango, Hidalgo. Continuou os seus estudos no Instituto Literario em Pachuca, sendo subsequentemente admitido no Heroico Colegio Militar na Cidade do México em 1883 com 14 anos de idade. Atingiu a patente de tenente de engenharia em 1892. Concentra-se na educação, ensinando várias matérias no colégio militar. Em 1896 foi promovido a capitão de artilharia, e em 1901 é promovido a major. Três anos mais tarde foi promovido ao posto de tenente-coronel e a coronel em 1908. Nesse mesmo ano, partiu para a França para estudar a artilharia contemporânea.
Enquanto Ángeles ensinava no colégio militar conheceu e namorou Clara Kraus, uma mulher californiana de ascendência alemã que era professora numa escola da Cidade do México. Casaram-se em 1896.
O coronel Ángeles encontrava-se em Paris quando deflagrou a Revolução Mexicana no final de 1910. A sua petição para regressar ao México foi rejeitada, e consequentemente não participou na revolução maderista. Em maio de 1911, foi condecorado Cavaleiro da Legião de Honra pelo governo francês.

## Atividades revolucionárias

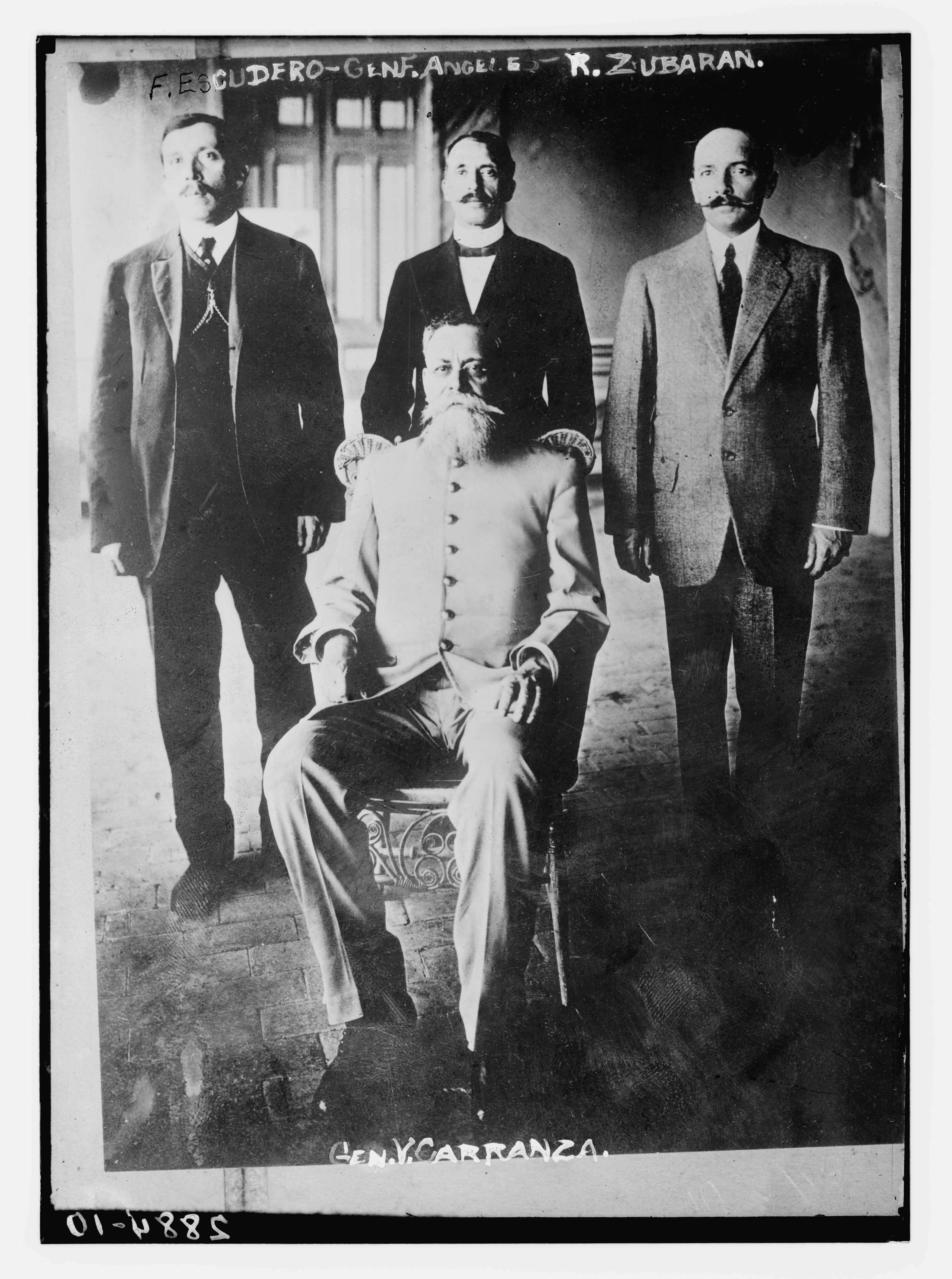
Líder dos Constitucionalistas, Venustiano Carranza posa com seus apoiadores, 1913. Felipe Ángeles está logo atrás dele.

O coronel Ángeles regressou ao México em janeiro de 1912. Pouco tempo depois, encontrou-se com o novo presidente Francisco Madero, sendo por este nomeado diretor da Academia Militar em Chapultepec. Enquanto foi diretor, esteve muito em contato com o presidente Madero, e desenvolveu uma reputação de oficial culto, digno e de homem honrado. Em junho de 1912, foi promovido a brigadeiro.
O governo de Madero estava sob ataque em várias frentes, e em agosto de 1912, o presidente Madero envia Ángeles a Morelos para se encarregar da sétima zona militar, e combater a insurreição de Emiliano Zapata. Ángeles, com a concordância de Madero, mudou as duras táticas militares e ofereceu uma amnistia a todos os revolucionários. Embora tal não tenha posto fim à rebelião, fez com que o nível de violência fosse muito diminuído.
Em fevereiro de 1913, um golpe de Estado reacionário conhecido com a Dezena Trágica pôs fim ao governo de Madero quando uma fação militar conservadora atacou o Palácio Nacional. O ataque foi repelido, e os conspiradores barricaram-se no interior do arsenal. O presidente Madero nomeou o general Victoriano Huerta para comandar as tropas leais, e partiu para Morelos para conferenciar com Ángeles. Madero e Ángeles regressaram à Cidade do México, havendo acordado que Ángeles assumiria o comando das forças leais a Madero. Porém, o estado-maior do exército opôs-se, referindo que segundo os regulamentos militares, Ángeles não era ainda tecnicamente um general, pois o Congresso não havia ainda confirmado a sua nomeação. Após dez dias de combates, o general Huerta, auxiliado pelo embaixador dos Estados unidos Henry Lane Wilson, entrou em conluio com os rebeldes. Huerta, apoiado pelas unidades conservadoras rebeldes, prendeu o presidente Madero, o vice-presidente Pino Suárez, e o general Ángeles. O presidente e o vice-presidente seriam subsequentemente assassinados, e Ángeles foi exilado na França.

## Regresso ao México
Enquanto estava em Paris, Ángeles estabeleceu contato com pessoas que se opunham ao governo de Huerta. Foi persuadido a regressar ao México em outubro de 1913, e juntou-se às forças anti-Huerta sob o comando de Venustiano Carranza em Sonora. Carranza confirmou a patente de brigadeiro de Ángeles e nomeou-o Secretário da Guerra do Governo Revolucionário. Contudo, a poderosa fação sonorense considerava que Ángeles era uma pendência do antigo regime de Díaz, e tratou-o com suspeita e hostilidade. Para aplacar os sonorenses, Carranza despromoveu Ángeles à posição de Sub-secretário da Guerra. Enquanto ocupou esta posição, Ángeles formulou a estratégia mestra dos rebeldes que consistia num ataque em três frentes para sul sobre a Cidade do México: o general Álvaro Obregón avançaria para sul ao longo caminho-de-ferro ocidental, o general Pancho Villa avançaria para sul ao longo do caminho-de-ferro central, e o general González Garza para sul ao longo do caminho-de-ferro oriental.
Em janeiro de 1914, Ángeles acompanhou Carranza numa visita a Chihuahua para conferenciar com Pancho Villa. Ángeles, descontente sob Carranza, convenceu Villa a pedir a Carranza que o tornasse responsável pela sua artilharia. Villa solicitou os serviços de Ángeles, e Carranza libertou-o de bom grado. Consequentemente, juntou-se à Divisão do Norte de Pancho Villa em março de 1914.

## Serviço com Villa
Ángeles tornou-se um dos principais conselheiros militares e intelectuais de Villa. Participou como Chefe da Artilharia nos grandes triunfos militares de 1914: a tomada de Torreón, as batalhas de San Pedro de las Colonias e Paredón, e a tomada de Zacatecas em maio de 1914. Imediatamente antes do ataque a Zacatecas, Ángeles desempenhou um papel importante na denominada 'desobediência dos generais' da Divisão do Norte, em contramando da ordem de Carranza para deterem o seu avanço sobre Zacatecas e Cidade do México. A 'desobediência' dos generais assegurou a derrota do exército de Huerta, mas precipitou um afastamento entre Carranza e Villa.
Após a derrota de Huerta, Ángeles participou na Convenção de Aguascalientes de outubro de 1914 como representante de Villa. A Convenção de Aguascalientes, convocada para pôr fim às hostilidades, resultou no rompimento completo entre Villa e Carranza. Ángeles permaneceu com a fação de Villa quando a guerra civil deflagrou novamente no início de 1915. Ángeles, no seu primeiro comando independente, tomou a cidade de Monterrey em janeiro de 1915. Contudo, as forças de Villa foram derrotadas de modo decisivo pelo general de Carranza, Obregón, na primavera de 1915, e Ángeles foi forçado a exilar-se no Texas. Ali, tentou continuar a sua vida como produtor de leite.
Enquanto permanecia no Texas, juntou-se à Aliança Liberal Mexicana, a qual procurava juntar exilados de vários quadrantes políticos unidos pelo objetivo comum de pôr termo à guerra e formar um governo de coligação. Quando terminou a Primeira Guerra Mundial em novembro de 1918, o México sob o governo de Carranza estava ainda imerso na guerra civil. Ángeles acabou por convencer-se de que se as fações beligerantes não chegassem a um acordo de paz, os Estados Unidos invadiriam e ocupariam o México. Em Dezembro de 1918, Ángeles regressou clandestinamente a Chihuahua e juntou-se novamente a Pancho Villa. Nesta altura, Villa já não comandava um exército, limitando-se apenas a efetuar ataques de guerrilha, sendo perseguido pelos exércitos do México e dos Estados Unidos. Ángeles, um socialista conciliador, pacifista e filantrópico, queria a paz, mas não conseguiu convencer Villa a cessar as hostilidades.

## Último ano, julgamento e execução
Após o ataque de Villa a Ciudad Juárez em junho de 1919 (no qual Ángeles não participou), Ángeles perdeu a esperança numa solução para a longa e sangrenta guerra civil. Cansado, doente, e muito desiludido, abandonou o acampamento de Villa. Vagueando durante algum tempo sem fundos ou apoio, foi traído e detido pelo governo de Carranza. Foi levado a conselho de guerra e julgado num julgamento de fachada em Chihuahua. Sabendo que Carranza jamais lhe perdoaria, Ángeles defendeu-se de forma heróica e apaixonada contra o caso da acusação dos seus inimigos. O conselho de guerra  condenou-o à morte, e em 26 de novembro de 1919 foi executado em frente à penitenciária de Chihuahua.

## Livros
- Slattery, Matthew: Felipe Ángeles and the Mexican Revolution, 1982
- Katz, Friedrich: The Life and Times of Pancho Villa, 1998
- Jackson, Byron: THE POLITICAL AND MILITARY ROLE OF GENERAL FELIPE ÁNGELES IN THE MEXICAN REVOLUTION, 1914-1915 (1976, an unpublished dissertation submitted to the faculty of the Graduate School of Georgetown University, 1976)